# Ewa Syska
Ewa Beata Syska – polska historyk, dr hab. nauk humanistycznych, profesor uczelni Zakładu Źródłoznawstwa i Nauk Pomocniczych Historii Wydziału Historii Uniwersytetu im. Adama Mickiewicza w Poznaniu.

## Życiorys
10 maja 2004 obroniła pracę doktorską Rycerstwo Nowej Marchii do połowy XIV w., 3 listopada 2015 habilitowała się na podstawie pracy zatytułowanej Marian Swinarski (1902-1965) poznański antykwariusz i bibliofil. Została zatrudniona na stanowisku adiunkta w Instytucie Historii na Wydziale Historii Uniwersytetu im. Adama Mickiewicza. Objęła funkcję profesora nadzwyczajnego w Instytucie Historii na Wydziale Historii Uniwersytetu im. Adama Mickiewicza w Poznaniu.